# خانه خاچیکیان
خانه خاچیکیان بازمانده از دوره صفوی است و در اصفهان، خیابان حکیم نظامی، خیابان خاقانی، جنب دانشگاه هنر واقع شده‌است. این اثر در تاریخ ۲۴ اسفند ۱۳۸۳ با شمارهٔ ثبت ۱۱۵۴۲ به‌عنوان یکی از آثار ملی ایران به ثبت رسیده‌است.
هم‌اکنون این خانه تاریخی، به عنوان یکی از ساختمان‌های دانشکده پژوهش‌های عالی هنر و کارآفرینی دانشگاه هنر اصفهان مورد استفاده است.

## نگارخانه

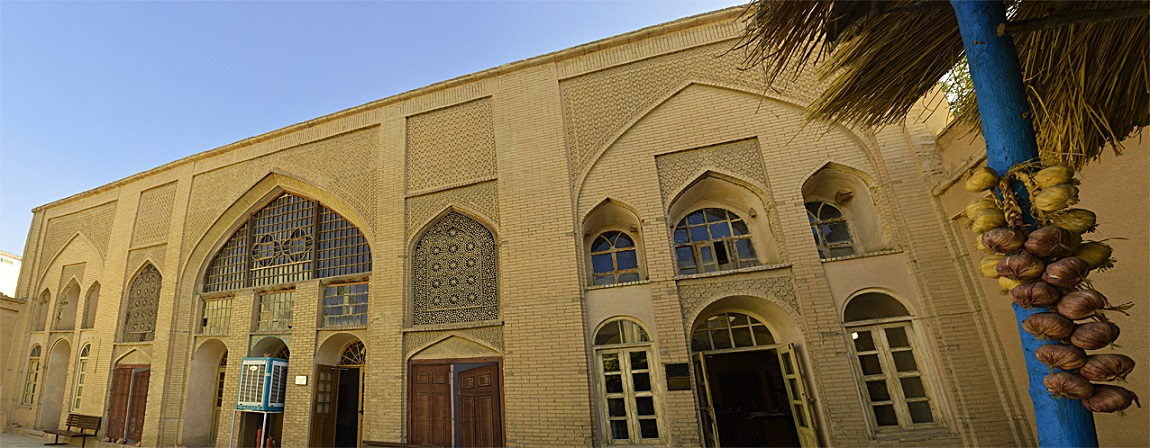
خانه تاریخی خاچیکیان

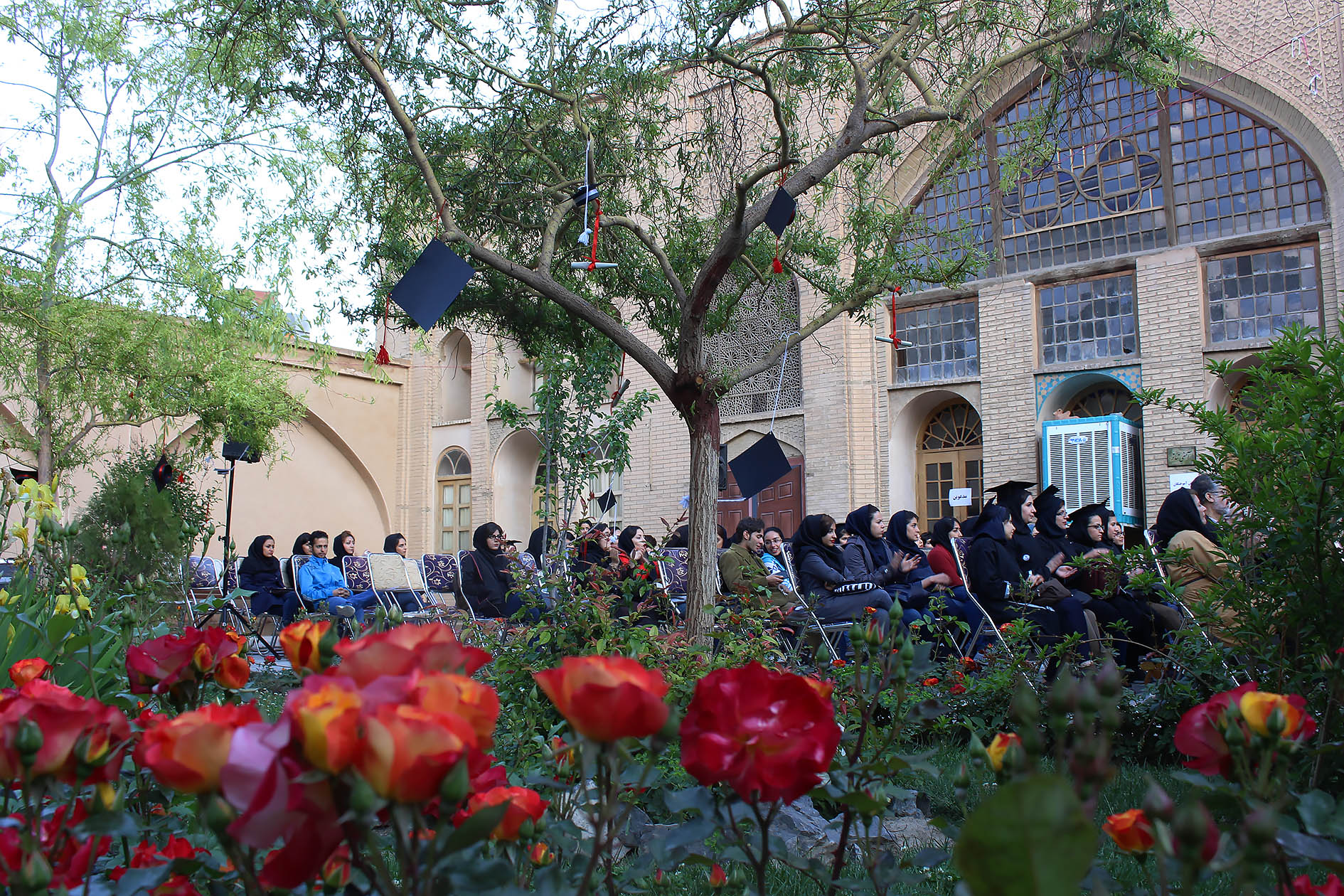
خانه تاریخی خاچیکیان، یکی از ساختمان‌های دانشکده پژوهش‌های عالی هنر و کارآفرینی